# 辻辰行
辻 辰行（つじ たつゆき）は、日本の元子役、俳優。

## テレビ
- 仮面ライダーストロンガー 第14話「謎の大幹部 シャドウの出現!」（1975年）
- 少年探偵団 (BD7)（1975年 - 1976年） - 山田三吉（トンボ）
- 雲のじゅうたん（1976年） - 白川信之助
- 円盤戦争バンキッド（1976年 - 1977年） - 宇崎純二（バンキッドラビット）※初期はスーツアクターも兼任